# Mậu dịch chuyển khẩu

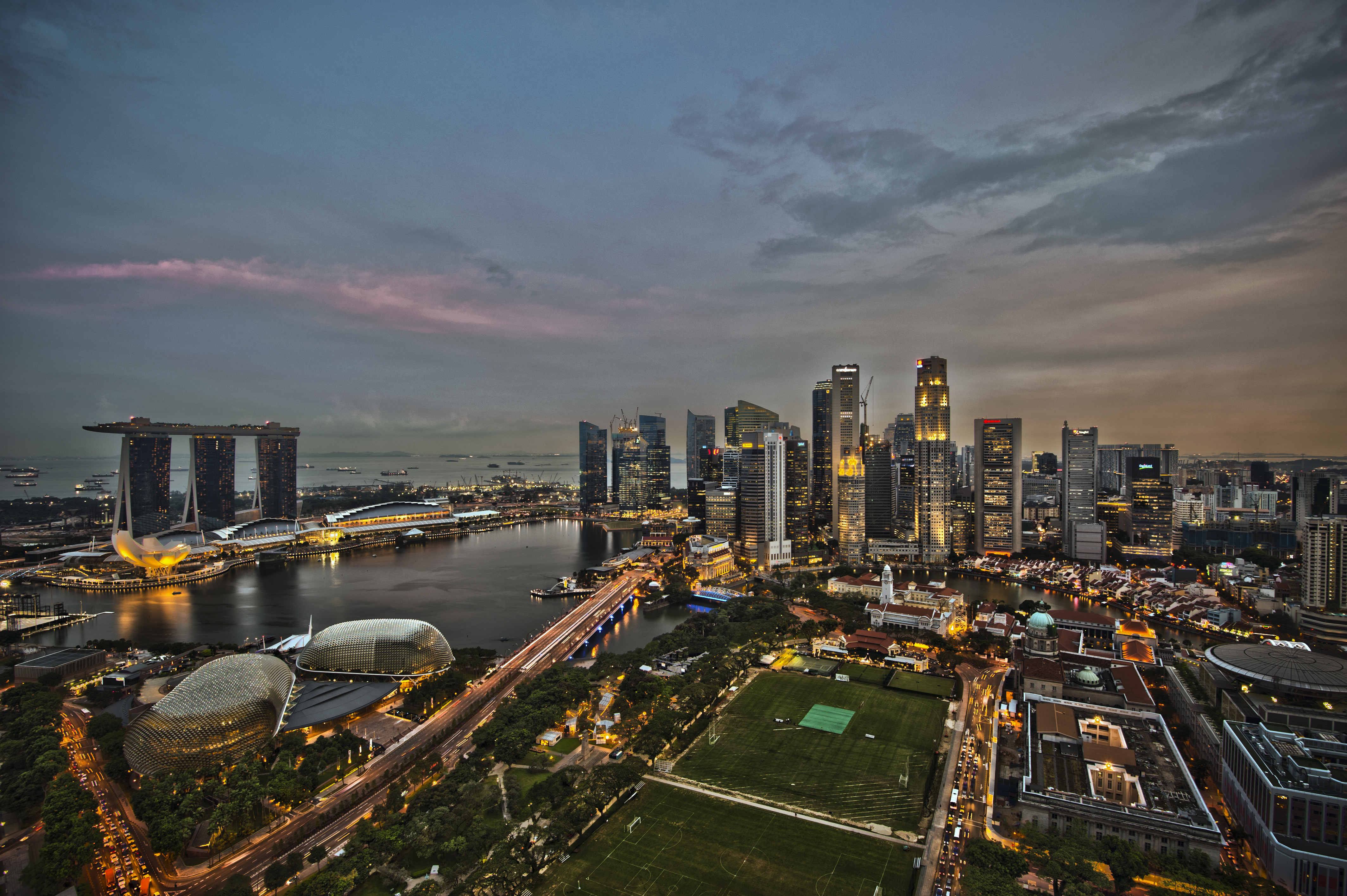
Kinh tế mậu dịch chuyển khẩu của Singapore.

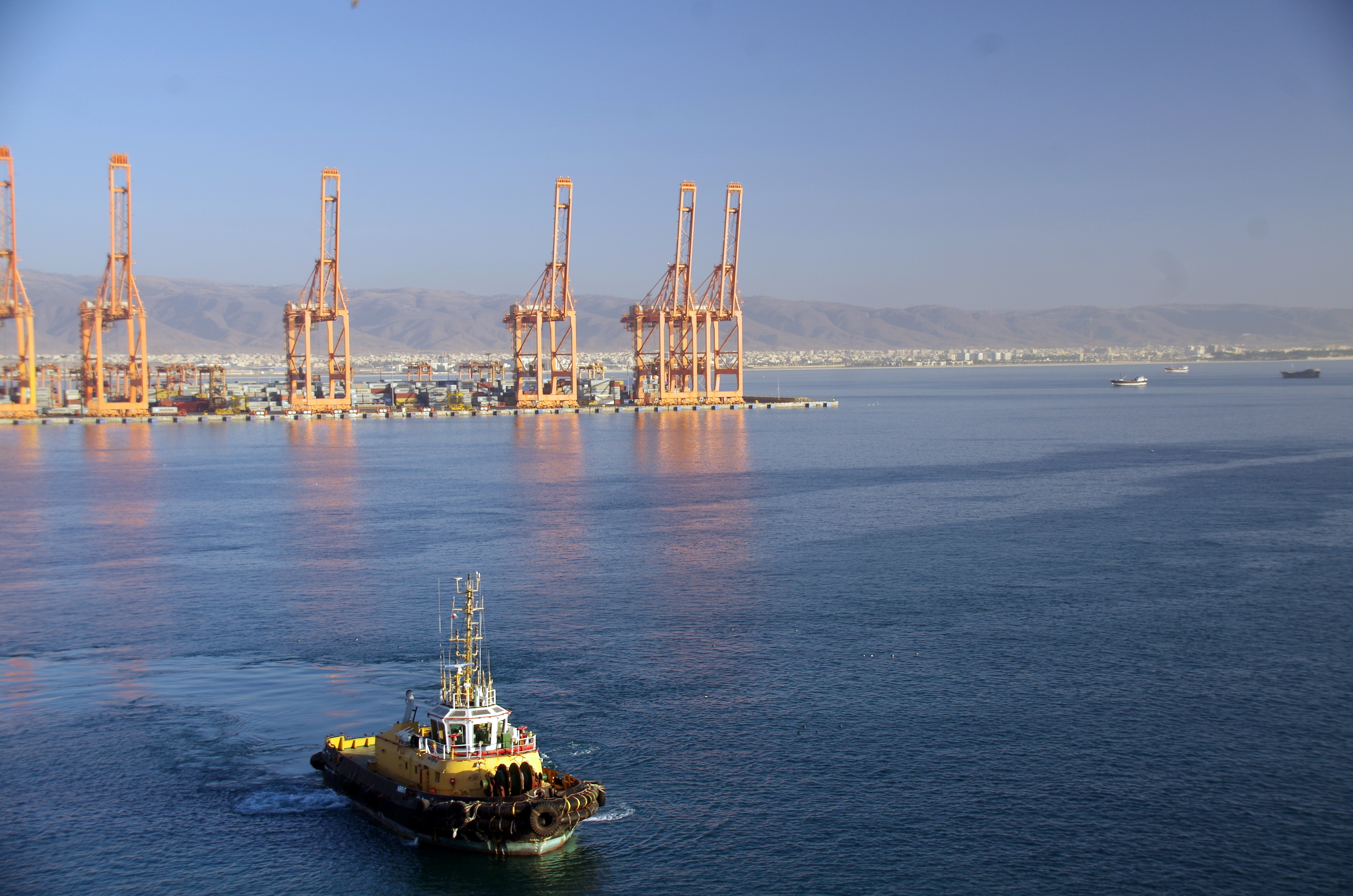
Cảng Salalah ở Ô-man.

Mậu dịch chuyển khẩu (chữ Anh: entrepot trade), hoặc gọi mậu dịch trung chuyển (intermediary trade), mậu dịch tái xuất khẩu (re-export trade), là một khái niệm kinh tế học, chỉ việc mua bán hàng hoá xuất nhập khẩu trong thương mại quốc tế, không trực tiếp tiến hành giữa nước sản xuất và nước chi tiêu, mà là trao đổi thương mại do nước thứ ba tiến hành chuyển mại. Hàng hoá giao dịch có thể do nước xuất khẩu vận chuyển đến nước thứ ba, tại nước thứ ba không trải qua gia công (các phương thức như thay đổi bao bì, phân loại, chọn lựa cẩn thận, sắp đặt ngay ngắn, v.v không được coi là thuyết gia công) rồi lại bán ra cho nước chi tiêu; cũng có thể không thông qua nước thứ ba mà trực tiếp tiếp do nước sản xuất vận chuyển đến nước chi tiêu, nhưng mà hoàn toàn không phát sinh quan hệ giao dịch giữa nước sản xuất và nước chi tiêu, cần phải do nước trung chuyển phát sinh giao dịch lần lượt với nước sản xuất và nước chi tiêu. Bởi vì Trung Quốc là nước bị mắc thuế chống bán phá giá nhiều nhất trên thế giới, cho nên hình thức giao dịch này gần như trở thành một trong những phương thức chuyên dụng để tránh né chế tài mậu dịch.
Các Tiểu vương quốc Ả Rập Thống nhất có khả năng đã tham dự chuyển khẩu thương phẩm hướng về Iran, lấy đó coi là một phương thức mà Iran tránh né chế tài mậu dịch do Hoa Kỳ thực thi. Do đó, tái xuất khẩu liên quan đến xuất khẩu không cần tiến tới gia công hoặc chuyển đổi qua hàng hoá đã được nhập khẩu. Trái lại, Phần Lan đã nhập khẩu dầu thô từ Liên Xô, coi là mậu dịch song phương giữa hai nước, rồi chiết lọc dầu thô để xuất khẩu đến các nước phương tây khác, nhưng mà Liên Xô không mưu tính bán dầu thô hướng về các nước chủ nghĩa tư bản này, cái này không thể gọi là tái xuất khẩu, bởi vì dầu thô đã qua chiết lọc trước khi bán. Dubai trở thành trung tâm chuyển khẩu chủ yếu của cả khu vực Trung Đông.

## Điều kiện sản sinh
Đối với nước sở tại có nhà buôn trung gian, mậu dịch chuyển khẩu thông thường cần phải có sẵn hai điều kiện:
1. Điều kiện tự nhiên: nước trung chuyển cần phải có năng lực nhập - xuất mạnh, vị trí địa lí ưu việt, ở vào đường cái giao thông trọng yếu giữa các nước hoặc đường hàng hải, hàng không chính của quốc tế.
2. Điều kiện nhân tạo: yêu cầu nước trung chuyển chọn dùng chính sách ưu đãi thuế quan và chính sách mậu dịch đặc thù đối với chỗ trung chuyển, thí dụ như cảng tự do, khu mậu dịch tự do, v.v khiến cho chi phí trung chuyển không đạt tới mức cao. Đồng thời, yêu cầu các hệ thống dịch vụ ở chỗ đó như cơ sở hạ tầng, giao thông, tài chính và chỉ dẫn tài liệu sử dụng, hỏi thăm khách hàng phải phát triển đầy đủ và sẵn sàng hoàn chỉnh, để tiến hành thuận lợi cho mậu dịch chuyển khẩu.

Cái cần thiết của mậu dịch chuyển khẩu là sự tín nhiệm, bởi vì một loạt công-ten-nơ trung chuyển hàng hoá và bao bì đóng gói sẽ tiến hành ở cửa cảng trung chuyển. Tuy nhiên, việc tiến hành mậu dịch chuyển khẩu, phần lớn là vì nguyên do chống bán phá giá, giảm bớt thuế quan, thì mới tiến hành mậu dịch chuyển khẩu, nhằm tránh khỏi hàng rào thương mại, điều này lại liên quan đến một vấn đề then chốt, cơ quan phúc tra và nước có cảng đến tiến hành điều tra xử lí sau khi phát giác hành vi trái phép, lập tức lại phải xuất trình giấy chứng nhận nguồn gốc của nhà buôn sản xuất ở cảng chuyển khẩu để kế thừa quyền sở hữu vật phẩm, chuyển giao trách nhiệm.

## Hình thức chủ yếu

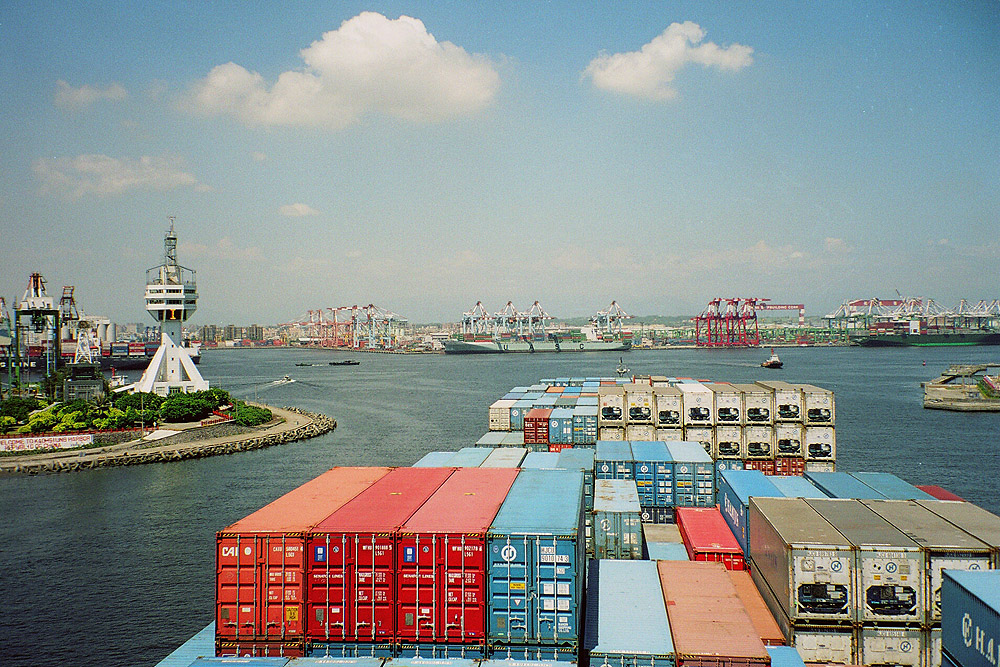
Bến tàu xếp chất công-ten-nơ ở cảng Cao Hùng.

Hình thức mậu dịch chuyển khẩu đa dạng, căn cứ vào sự khác nhau của đường kênh lưu thông vật phẩm, có thể chia làm hai loại phương thức mậu dịch tái xuất khẩu và mậu dịch xử lí hoá đơn chứng từ:

### Mậu dịch tái xuất khẩu
Mọi thương phẩm nước ngoài sau khi nhập khẩu chưa qua gia công, rồi lại chuyên chở đến nước ngoài, đều thuộc về tái xuất khẩu. Ở một số nước của châu Âu và châu Mĩ La-tinh, mọi thương phẩm nước ngoài vận chuyển vào kho tồn trữ của hải quan nước mình, chưa qua gia công, và lại từ kho tồn trữ của hải quan vận chuyển đi nước ngoài, tất cả đều xếp vào tái xuất khẩu. Ở Anh Quốc và Hoa Kỳ, trừ tình huống kể trên ra, lại còn bao gồm thương phẩm nước ngoài đã tiến vào thị trường nước mình, chỉ cần chưa qua gia công, và lại vận chuyển đi nước ngoài, tức là "thương phẩm đã bản quốc hoá", cũng xếp vào tái xuất khẩu. Đối với thương phẩm nhập khẩu nước ngoài sau khi gia công rồi vận chuyển đi nước ngoài, hoặc dùng nguyên liệu nhập khẩu nước ngoài chế tạo thành một thứ sản phẩm khác rồi lại vận chuyển đi nước ngoài, cùng với "mậu dịch tạm thời" rồi lại vận chuyển đi nước ngoài, đều không xếp vào tái xuất khẩu. Thương phẩm tái xuất khẩu đều không xếp vào số liệu thống kê thương phẩm xuất nhập khẩu của mậu dịch đối ngoại, mà làm thống kê riêng biệt.

### Mậu dịch xử lí hoá đơn chứng từ
Mậu dịch xử lí hoá đơn chứng từ là chỉ phương thức mậu dịch trong đó nhà buôn xuất khẩu phát sinh quan hệ thương mại với nhà buôn nhập khẩu thông qua nhà buôn trung gian, sau đó đem vật phẩm hàng hoá trực tiếp từ nước xuất khẩu vận chuyển đến nước nhập khẩu. Trong tình huống này, hàng hoá tuyệt đối không thông quan xuất nhập khẩu ở nước thứ ba, nhưng mà nhà buôn trung gian cũng chỉ liên quan đến việc xử lí hoá đơn chứng từ giao dịch. Loại phương thức mậu dịch xử lí hoá đơn chứng từ này trên thực tế là xuất khẩu lại cho người có quyền sở hữu vật phẩm. Phương thức mậu dịch tái xuất khẩu phát sinh khá nhiều vào thời kì đầu phát triển mậu dịch chuyển khẩu. Mọi người do thiếu kinh nghiệm, thiết bị truyền thông, nên việc xuất nhập khẩu của mậu dịch chuyển khẩu thông qua hai quan hệ này để hoàn thành.
Thuận theo sự phát triển của mậu dịch chuyển khẩu, phương thức mậu dịch xử lí hoá đơn chứng từ dần dần phát triển tới nay, vì loại phương thức này có thể tránh khỏi mỗi loại thủ tục rắc rối dùng để thông quan xuất nhập khẩu ở nước thứ ba, tiết kiệm các chi phí như phí vận chuyển, phí bảo hiểm và phí thủ tục, giảm bớt nguy cơ, vẫn có thể rút ngắn thời gian giao hàng, có lợi cho nhà buôn nhập khẩu nắm lấy cơ hội tốt để bán ra vật phẩm, từ đo thực hiện lợi nhuận khá lớn. Vì nguyên do phương thức mậu dịch xử lí hoá đơn chứng từ dần dần thay thế phương thức mậu dịch tái xuất khẩu, trở thành phương thức chủ yếu của mậu dịch chuyển khẩu hiện nay.
Mậu dịch chuyển khẩu căn cứ vào vật phẩm có hay không có gia công ở nước trung chuyển, có thể chia làm hai loại mậu dịch chuyển khẩu thuần tuý và mậu dịch chuyển khẩu gia công.

### Mậu dịch chuyển khẩu thuần tuý
Mậu dịch chuyển khẩu thuần tuý là chỉ vật phẩm xuất nhập khẩu của nhà buôn trung gian ở nước thứ ba trung chuyển chưa trải qua gia công tái xuất khẩu. Tất nhiên nhà buôn trung gian có thể đem vật phẩm xuất khẩu tiến hành phân loại, bốc hàng, thêm bao bì, dán nhãn hiệu ở kho hàng bảo lưu thuế nhập khẩu của địa phương đó. Một ít hoạt động này hoàn toàn không thay đổi hình thái, tính chất, kết cấu hoặc hiệu dụng của vật phẩm nhập khẩu nguyên seal, cho nên không thuộc về phạm vi gia công.

### Mậu dịch chuyển khẩu gia công
Mậu dịch chuyển khẩu gia công là chỉ phương thức mậu dịch trong đó vật phẩm thông quan vận chuyển vào đến nước trung chuyển, sau khi trải qua giá trị gia công rồi lại vận chuyển đến nước nhập khẩu. Vật phẩm trải qua một mức độ gia công nào đó, khiến cho vật phẩm sau gia công phát sinh một số biến hoá với vật phẩm chưa qua gia công từ lúc đầu về phương diện hình thái, tính chất, kết cấu hoặc hiệu dụng. Phương thức mậu dịch này không chỉ có thể thu được lợi nhuận chuyển khẩu, lại còn thu được lợi nhuận gia công. Mậu dịch chuyển khẩu gia công yêu cầu chỗ trung chuyển có sức lao động với số lượng nhiều, mặt bằng tiền lương khá thấp, cơ sở hạ tầng khá tốt, và lại có kho hàng bảo lưu thuế nhập khẩu hoặc khu vực bảo lưu thuế nhập khẩu, hình thức này thì mới có thể khiến cho giá thành gia công hàng hoá mua bán trên thị trường thấp, có sẵn sức cạnh tranh quốc tế. Mậu dịch chuyển khẩu gia công có thể tiến hành gia công, lắp ráp đối với cả lô hàng; cũng có thể là chọn mua một ít bộ kiện lẻ nào đó từ nước ngoài, kết hợp với thiết bị có từ lúc đầu, lắp ráp thành thiết bị có quy mô to lớn để xuất khẩu.

## Phân biệt khái niệm

### Phân biệt với mậu dịch quá cảnh
Mậu dịch quá cảnh là hoạt động mậu dịch trong đó vật phẩm xuất khẩu của nước khác thông qua biên giới nước mình, chưa trải qua gia công nhằm thay đổi hình thức, bản chất hoặc chất lượng, về cơ bản bảo vệ duy trì trong điều kiện nguyên trạng rồi vận chuyển đến một nước khác. Bao gồm mậu dịch quá cảnh trực tiếp và mậu dịch quá cảnh gián tiếp. Thí dụ như giao dịch thương phẩm giữa nước nội lục với nước không liền sát, thì cần phải thông qua biên giới của nước thứ ba, đối với hải quan của nước thứ ba mà nói, sẽ liền đem loại mậu dịch này quy đổ vào mậu dịch quá cảnh. Tuy nhiên, nếu nói loại mậu dịch này là thông qua phương tiện hàng không mà vận chuyển bay qua vùng trời của nước thứ ba, hải quan của nước thứ ba sẽ không đem nó xếp vào mậu dịch quá cảnh. Mậu dịch quá cảnh có hai loại hình, mậu dịch quá cảnh trực tiếp là hoạt động trong đó vật phẩm nước ngoài sau khi đến cửa cảng của nước mình, xuất cảnh từ cửa cảng đó thông qua đường vận chuyển trong nước đặt dưới sự giám sát quản lí của hải quan, có lúc quá cảnh trực tiếp thậm chí không cần dỡ hàng và thay đổi phương tiện vận chuyển, nước đảm đương lo liệu quá cảnh thông thường cần nhận lấy chi phí nhất định. Mậu dịch quá cảnh gián tiếp là hoạt động trong đó vật phẩm nước ngoài đến cửa cảng nước mình đầu tiên đem gửi vào kho hàng bảo lưu thuế nhập khẩu của hải quan, chưa trải qua gia công nhằm thay đổi hình thức, bản chất hoặc chất lượng, đưa hàng ra từ kho lưu thuế hải quan, rồi chuyên chở ra ngoài biên giới nước mình.
Điểm khác biệt của mậu dịch chuyển khẩu và mậu dịch quá cảnh, là ở quyền sở hữu của thương phẩm, trong mậu dịch chuyển khẩu, đầu tiên từ nhà xuất khẩu của nước sản xuất chuyển đến tay người buôn của nước thứ ba (hoặc vùng lãnh thổ thứ ba), rồi lại chuyển đến tay người buôn của nước nhập khẩu - người tiêu phí thương phẩm đó cuối cùng. Nhưng mà trong mậu dịch quá cảnh, quyền sở hữu thương phẩm không cần chuyển giao về người buôn của nước thứ ba.

### Phân biệt với mậu dịch gián tiếp
Mậu dịch gián tiếp (indirect trade) là đối xứng của "mậu dịch trực tiếp", là chỉ hành vi mà nước sản xuất thương phẩm tiến hành mua bán thương phẩm với nước chi tiêu thương phẩm thông qua nước thứ ba. Trong đó, nước sản xuất là xuất khẩu gián tiếp; nước chi tiêu là nhập khẩu gián tiếp; nước thứ ba là chuyển khẩu. Mậu dịch chuyển khẩu là chỉ mậu dịch được tiến hành giữa nước sản xuất và nước chi tiêu thông qua nước thứ ba. Dù cho thương phẩm trực tiếp từ nước sản xuất vận chuyển đến nước chi tiêu, chỉ cần giữa hai người này hoàn toàn chưa trực tiếp phát sinh quan hệ giao dịch, mà phải là mậu dịch do nước thứ ba tiến hành.
Mậu dịch gián tiếp đối với nước trung chuyển chính là mậu dịch chuyển khẩu. Vật phẩm hàng hoá giao dịch có thể do nước xuất khẩu vận chuyển đến nước thứ ba, tại nước thứ ba không trải qua gia công (các phương thức như thay đổi bao bì, phân loại, chọn lựa cẩn thận, sắp đặt ngay ngắn, v.v không được coi là thuyết gia công) rồi lại bán ra cho nước chi tiêu; cũng có thể không thông qua nước thứ ba mà trực tiếp tiếp do nước sản xuất vận chuyển đến nước chi tiêu, nhưng mà hoàn toàn không phát sinh quan hệ giao dịch giữa nước sản xuất và nước chi tiêu, cần phải do nước trung chuyển phát sinh giao dịch lần lượt với nước sản xuất và nước chi tiêu. Mậu dịch chuyển khẩu có nghĩa là chỗ tụ tập và phân phối vật phẩm, kho tồn trữ hàng, nhà quán để xếp và chất đống hàng hoá, nó thuộc về mậu dịch tái xuất khẩu và một bộ phận của mậu dịch quá cảnh gián tiếp trong mậu dịch quá cảnh.
Việc phát sinh mậu dịch chuyển khẩu, chủ yếu là do một số nước có nhân tố về địa lí, lịch sử, chính trị hoặc kinh tế, vị trí nó ở thích hợp coi là trung tâm tiêu thụ vật phẩm. Một số nước vận chuyển vào số lượng nhiều vật phẩm, trừ một phần để cho nước mình hoặc khu vực mình chi tiêu ra, lại tái xuất khẩu đến nước láng giềng và khu vực sát cạnh. Thí dụ như Singapore, Hồng Kông, London, Rotterdam, v.v đều là chỗ trung chuyển nổi tiếng của quốc tế, có được mậu dịch chuyển khẩu với số lượng rất lớn. Chúng nó thông qua mậu dịch chuyển khẩu ngoại trừ có thể lấy được lợi nhuận chuyển khẩu đáng giá và các thu nhập như kho tồn trữ, vận chuyển, bao bì, dỡ hàng, thu nhập do nhà nước đánh thuế, đồng thời cũng đã thúc đẩy sự phát triển các ngành nghề ở địa phương như tài chính, giao thông, vô tuyến viễn thông, v.v

## Thao tác thẩm tra
Thẩm tra gửi tiền trả tiền nhập khẩu của mậu dịch chuyển khẩu dưới hạng mục chi trước thu sau, đơn vị nhập khẩu trước khi thanh toán cần phải nắm giữ hợp đồng xuất nhập khẩu tương ứng, giấy tờ chứng nhận quyền kinh doanh của mậu dịch chuyển khẩu, văn bản giải thích chi tiết về công việc ngành nghề đó (cần phải trình bày rõ ngày dự tính thu ngoại hối), bằng chứng gửi tiền ngân hàng, biểu mẫu hồ sơ chuẩn bị, đơn thẩm tra nhập khẩu, đơn thông báo bán ngoại hối của cục ngoại hối, sau khi được cục ngoại hối tiến hành xem xét, dò hỏi biết rõ tính chân chật, đóng dấu chính thức cơ quan nghiệp vụ ở trên đơn thông báo bán ngoại hối, đơn thông báo bán ngoại hối coi là bằng chứng ngân hàng và giấy tờ xác nhận có liên quan để lo liệu thanh toán. Kim ngạch được phép xuất khẩu cần phải lớn hơn kim ngạch thanh toán nhập khẩu. Lúc thẩm tra cần căn cứ theo đơn thu tiền kết toán ngoại hối mà thu lấy trước đó hoặc bản thông báo thu giữ tài khoản để tiến hành thẩm tra.